# Владислав III Варненчик
Владислав III Варненчик (пол. Władysław III Warneńczyk, 31 жовтня 1424 — 10 листопада 1444) — король Польщі, великий князь Литовський з 1434 року, король Угорщини як Уласло I (угор. I. Ulászló), з 1440 року. Загинув у Битві під Варною.

## Ім'я
Його ім'я в польській історіографії увійшло, як Владислав III Варненчик, тобто Владислав III Варненський. Так його прозвали через його загибель у Битві під Варною.

## Королівський титул
Повний титул Владислава III Варненчика:
- лат. Wladislaus, Dei gracia Polonie, Hungarie, Dalmacie, Croacie etc. rex necnon terrarum Cracouie, Sandomirie, Syradie, Lancicie, Cuyauie, Lithuanie princeps supremus, Pomeranie, Russieque dominus et heres etc.
- укр. Владислав, Божої Милості король Польщі, Угорщини, Далмації, Хорватії і землі Краків, Сандомирії, Сирадії, Лехії, Куявії, Великий князь Литовський, Помор'я, володар і спадкоємець Русі.

## Біографія

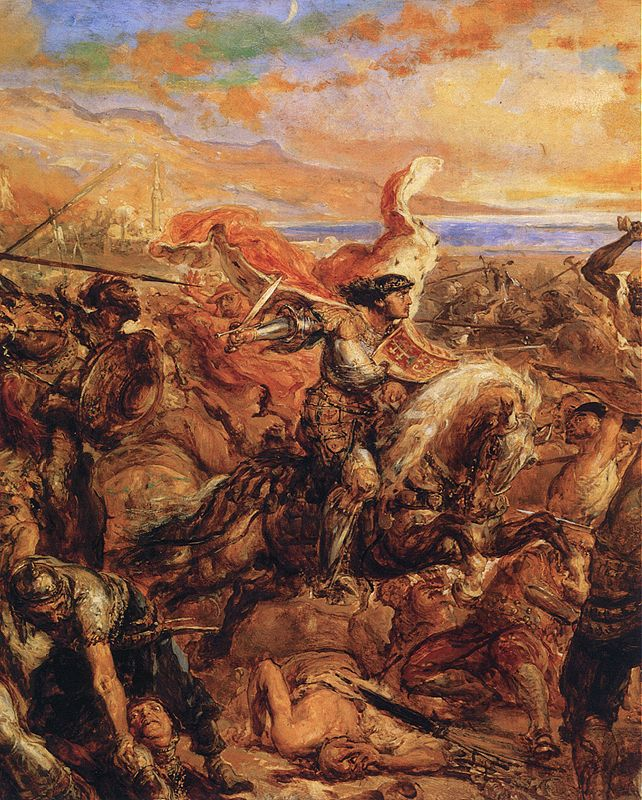
Владислав під час битви під Варною

Син Владислава II Ягайла від четвертої його дружини, руської княжни Софії Гольшанської. У 1434 році, після смерті батька, дев'ятирічний Владислав став польським королем (наймолодший король за всю історію Польщі); до досягнення повноліття регентом при ньому був краківський єпископ Збігнєв Олесницький.
У 1443 році виступив у хрестовий похід проти османів. Попри початкові успіхи, 10 листопада 1444 об'єднане європейське військо під командуванням Владислава, зазнало жорстокої поразки в Битві під Варною від армії османського султана Мурада II. Король, якому напередодні виповнилося 20 років, загинув у бою. Його голову Мурад II зберігав як воєнний трофей у скляній посудині; тіло так і не було знайдено. Після цього кілька десятиліть ходили чутки про те, що Владислав вижив у битві й вів відлюдницьке життя. Його наступник — молодший брат Казимир IV Ягеллончик — був коронований лише через три роки по смерті Владислава.

## Особисте життя
Ян Длугош, який особисто знав короля, а також спілкувався з людьми з його оточення, написав, що «схильний Ягеллончик до чоловічих насолод, ані під час першої експедиції проти турків, ані під час другої, яку тоді провадив, коли шаліла війна, коли навколо панував страх і було безліч ворогів при жменьці його військ, коли належало благати милосердя Божого, він, не враховуючи цілком на власну небезпеку і на загрозу цілих військ, не кидав своїх, проти чистоти, огидливих насолод» і кілька речень далі, Длугош пише про нього: «Жоден вік ніколи не бачив і ніколи не побачить більш католицького і святого правителя, який за своїм найвищим благом ніколи не шкодив жодному християнину. […] Нарешті, як святий цар і другий ангел на землі, він прожив вдома і під час війни не заміжнє і дівоче життя.»)[джерело?]
Історики не підтримують тезу про гомосексуальність Владислава. Немає жодної згадки про це серед жодних польських, угорських, чеських, ватиканських або (ворожих королю) австрійських джерел п'ятнадцятого століття.
Владислав III помер у віці 20 років та 10 днів. Він не був одружений і не мав дітей.